# 長谷川武 (国土交通技官)
長谷川 武（はせがわ たけし）は、日本の国土交通技官。港湾空港技術研究所特別研究主幹、国土交通省航空保安大学校長を経て、空港施設顧問。

## 人物・経歴
熊本県立熊本高等学校を経て、熊本大学工学部建築学科卒業後、1984年運輸省入省。国土交通省航空局飛行場部建設課空港安全技術企画官や、国土交通省東京航空局東京空港事務所次長、国土交通省航空局空港部計画課空港計画企画官、国土交通省総合政策局参事官、国土交通省航空局航空ネットワーク部空港施設課長、国土交通省航空局航空ネットワーク部空港計画課長等を経て、2017年海上・港湾・航空技術研究所港湾空港技術研究所特別研究主幹。2018年国土交通省航空保安大学校長。2020年空港施設顧問。同年空港施設上席執行役員事業企画本部空港企画部長。2024年空港施設上席執行役員企画調査室長・企画調査室担当。